# جون دایان ری‌فیل
جون دایان رِی‌فیل (انگلیسی: June Diane Raphael; RAY-feel؛ زادهٔ ۴ ژانویهٔ ۱۹۸۰) بازیگر، فیلم‌نامه‌نویس و کمدین اهل ایالات متحده آمریکا است. وی از سال ۲۰۰۲ میلادی تاکنون مشغول فعالیت بوده‌است.

## گزیدهٔ آثار

### سینما
- کسب و کار ناتمام (۲۰۱۵)
- لانگ شات (۲۰۱۹)
- گوینده ۲: افسانه ادامه دارد (۲۰۱۳)
- دختر با احتمال زیاد (۲۰۱۲)
- سرزمین خشک (۲۰۱۰)
- سال یکم (۲۰۰۹)
- فراموش کردن سارا مارشال (۲۰۰۸)
- زودیاک (۲۰۰۷)
- زنان ازدواج‌نکرده (۲۰۱۲)
- الاغ وارونه (۲۰۱۲)
- روز دوست دختر (۲۰۱۷)

### تلویزیون
- گریس و فرانکی[۲] (۲۰۱۵)
- دختر جدید (۲۰۱۴–۲۰۱۲)
- مطب دام‌پزشکی (۲۰۱۲)
- پارک‌ها و تفریحات (۲۰۱۳)
- بابای آمریکایی! (۲۰۱۵–۲۰۱۱)